# Криптон-85
Криптон-85 (85Kr) — радіоізотоп криптону.
Криптон-85 має період напіврозпаду 10,756 років і максимальну енергію розпаду 687 кеВ. Він розпадається до стабільного рубідію-85. Його найпоширеніший розпад (99,57 %) відбувається через випромінювання бета-частинок з максимальною енергією 687 кеВ і середньою енергією 251 кеВ. Другим за поширеністю розпадом (0,43 %) є випромінювання бета-частинок (максимальна енергія 173 кеВ), за яким слідує випромінювання гамма-випромінювання (енергія 514 кеВ). Інші режими розпаду мають дуже малу ймовірність і випромінюють гамма-промені меншої енергії. Криптон-85 здебільшого синтезований, хоча в незначних кількостях він утворюється природним шляхом сколювання космічними променями.
З точки зору радіотоксичності, 440 Бк 85Kr еквівалентно 1 Бк радону-222 без урахування решти ланцюга розпаду радону.

## Присутність в атмосфері Землі

### Утворення в природі
Криптон-85 утворюється в невеликих кількостях шляхом взаємодії космічних променів зі стабільним криптоном-84 в атмосфері. Природні джерела підтримують рівноважний запас близько 0,09 ПБк в атмосфері.

### Антропогенне утворення
Станом на 2009 рік загальна кількість в атмосфері оцінюється в 5500 ПБк через антропогенні джерела. На кінець 2000 року вона оцінювалась в 4800 ПБк, а в 1973 році, приблизно в 1961 ПБк (53 мегакюрі). Найважливішим із цих людських джерел є переробка ядерного палива, оскільки криптон-85 є одним із семи поширених продуктів поділу із середнім періодом життя. Ядерний поділ виробляє приблизно три атоми криптону-85 на кожні 1000 поділів (тобто, його вихід поділу становить 0,3 %). Більшість або весь цей криптон-85 зберігається у відпрацьованих ядерних паливних стрижнях; відпрацьоване паливо при вивантаженні з реактора містить 130—1800 ТБк криптону-85 на тонну відпрацьованого палива. Частина цього відпрацьованого палива переробляється. Сучасна переробка ядерного палива вивільняє газоподібний 85Kr в атмосферу, коли відпрацьоване паливо розчиняється. В принципі, було б можливо захопити та зберігати цей газ криптон як ядерні відходи або для використання. Загальна глобальна кількість криптону-85, вивільненого в результаті переробки, оцінюється в 10 600 ПБк станом на 2000 рік. Зазначений вище глобальний кадастр менший за цю кількість через радіоактивний розпад; менша частина розчиняється глибоко в океанах.
Інші техногенні джерела складають незначний внесок у загальну кількість. Випробування ядерної зброї в атмосфері викинули приблизно 111—185 ПБк. Аварія 1979 року на атомній електростанції Три-Майл-Айленд викинула близько 1,6 ПБк (43 кКі). Чорнобильська катастрофа звільнила близько 35 ПБк, а аварія на АЕС «Фукусіма Дайічі» призвела до викиду приблизно 44–84 ПБк.
Середня концентрація криптону-85 в атмосфері становила приблизно 0,6 Бк/м3 у 1976 р. і збільшилася приблизно до 1,3 Бк/м3 станом на 2005 р. Це приблизні глобальні середні значення; концентрації є вищими локально навколо установок переробки ядерного палива і, як правило, вищі в північній півкулі, ніж у південній.
Для моніторингу атмосфери на великій території криптон-85 є найкращим індикатором для таємного виділення плутонію.
Викиди криптону-85 підвищують електропровідність атмосферного повітря. Очікується, що метеорологічний вплив буде сильнішим ближче до джерела викидів.

## Використання в промисловості
Криптон-85 використовується в дугових газорозрядних лампах, які зазвичай використовуються в індустрії розваг для великих світильників HMI, а також у газорозрядних лампах високої інтенсивності. Наявність криптону-85 у газорозрядних лампах може полегшити запалювання ламп. Ранні експериментальні розробки освітлювальних приладів на основі криптону-85 включали залізничний сигнальний ліхтар, розроблений у 1957 році, і світловий знак шосе, встановлений в Арізоні в 1969 році. Капсула криптону-85 на 60 мкКі (2,22 МБк) використовувалася сервером випадкових чисел HotBits (натяк на те, що радіоактивний елемент є квантово-механічним джерелом ентропії), але була замінена на джерело з 5 мкКі (185 кБк) Cs-137 у 1998 р.
Криптон-85 також використовується для перевірки компонентів літака на дрібні дефекти. Криптон-85 проникає в невеликі тріщини, а потім його присутність виявляється за допомогою авторадіографії. Метод називається «візуалізація прониклого криптону» (англ. krypton gas penetrant imaging). Газ проникає в менші отвори, ніж рідини, які використовуються для методу кольорової дефектоскопії та методу флюоресцентної дефектоскопії.
Криптон-85 використовувався в електронних лампах регулювання напруги з холодним катодом, таких як тип 5651.
Криптон-85 також використовується для контролю промислових процесів головним чином для вимірювання товщини та щільності як альтернатива Sr-90 або Cs-137.
Криптон-85 також використовується як нейтралізатор заряду в системах відбору проб аерозолів.